# ولیکا واس، موراوچه
ولیکا واس، موراوچه (اسلوونیایی: Velika Vas, Moravče) یک زیستگاه انسانی در اسلوونی است که در Moravče واقع شده‌است.

## خصوصیات
ولیکا واس ۲٫۶۲ کیلومترمربع مساحت و ۵۳ نفر جمعیت دارد و ۵۱۰٫۱ متر بالاتر از سطح دریا واقع شده‌است.